# Sid Meier’s Civilization III: Play the World
Civilization III: Play the World (с англ. — «играй с миром», сокращённо PTW) — дополнение к глобальной стратегии Civilization III, выпущенное в 2002 году.
Основным нововведением стал многопользовательский режим игры. Чтобы упростить игру по сети, в игру было добавлено множество игровых режимов, от игры по электронной почте до безходового режима, превращающего Civilization III в стратегию реального времени. Также было добавлено множество альтернативных условий победы, призванных ускорить партии. Помимо многопользовательского режима, дополнение добавило в игру 8 новых цивилизаций, новые типы юнитов, улучшений и зданий, а также чудо света «Интернет».
Дополнение получило смешанные отзывы критиков. Больше всего рецензенты критиковали многопользовательский режим, в котором игра часто тормозила и вылетала.

## Игровой процесс
Play the World — дополнение для Sid Meier’s Civilization III, устанавливающееся поверх оригинальной игры. Основным нововведением стала поддержка многопользовательских режимов игры, в том числе hotseat и игру по электронной почте. Игра через интернет работает с помощью сервиса GameSpy; помимо классического походового режима, в ней доступны альтернативные варианты игры. В режиме одновременных ходов (англ. Simultaneous) каждый игрок отдаёт приказ всем своим юнитам, после чего сервер просчитывает ходы одновременно. В режиме без ходов (англ. Turnless) Civilization III превращается в стратегию реального времени: игроки управляют юнитами без соблюдения очерёдности ходов, а раз в пять минут совершаются события, в классической игре привязанные к концу хода: постройка юнитов, рост городов, сбор налогов, и так далее. Также есть отдельный таймер у каждого юнита, запрещающий ему двигаться два раза подряд. В режиме без ходов в игру невозможно добавить компьютерных игроков.
Помимо этого в игре появились новые условия победы. В режиме цареубийства (англ. Regicide) у каждого игрока есть отряд «король», потеря которого обозначает проигрыш в партии. В режиме массового цареубийства (англ. Mass Regicide) правила аналогичны, но каждый игрок начинает с несколькими королями; для того, чтобы выбить игрока из игры, нужно убить их всех. В режиме «устранение» («ликвидация»; англ. Elimination) игрок выбывает из игры после потери любого города. В режиме «доминация» (англ. Domination) на карте появляются локации, контроль над которыми приносит победные очки в конце каждого хода. Режим «захват принцессы» (англ. Capture The Princess) аналогичен многопользовательскому режиму «захват флага»: у каждого игрока в столице появляется принцесса, перемещать которую может только вражеский боевой юнит; если другой игрок захватит принцессу и донесёт её до своей столицы, принцесса вернётся в родной город, а похититель получил большое количество победных очков. Новые режимы рассчитаны на быструю игру — в частности, для сценариев, начинающихся со средневековья или позднее. Были добавлены и другие опции ускорить игру, такие как лимиты по времени или очкам, удвоенное производство в городах. Эти изменения позволили сократить длину партии до одного-двух часов, а в некоторых режимах — до 15—30 минут, что было критично для многопользовательского режима.
Был обновлён пользовательский интерфейс: у рабочих появились кнопки для действий, ранее доступных только через горячие клавиши, например, «провести ирригацию до города». Были введены функции, призванные снизить количество микроконтроля, в частности, возможность объединять юниты в стеки, а авиацию переводить в режим автоматической бомбардировки. Для игроков, которым не понравилась механика культурного захвата города, введённая в Civilization III, появилась опция отключить культуру.
Play the World добавило в игру 8 новых цивилизаций: арабы, карфагеняне, кельты (галлы), корейцы, монголы, османы (турки), испанцы и викинги. Как и в основной игре, каждая нация обладает уникальным юнитом, замещающим один из юнитов стандартных; однако если в оригинальной Civilization III юниты отличались в основном характеристиками, то в Play the World были добавлены и другие отличия: требования к ресурсам (например, корейская хвачха, в отличие от обычной пушки, не требует железа для строительства — только селитру), особенностями передвижения (так, монгольские кешики быстрее перемещаются по горам) или атаки (викингские берсерки могут атаковать прибрежные сооружения с корабля без штрафов).
| Цивилизация    | Лидер          | Особенности                       | Уникальный юнит                            |
| -------------- | -------------- | --------------------------------- | ------------------------------------------ |
| Арабы          | Абу Бакр       | религиозная, экспансионистская    | воин-ансар (заменяет рыцаря)               |
| Карфагеняне    | Ганнибал Барка | коммерческая, трудолюбивая        | нумидийский копейщик (заменяет копейщика)  |
| Кельты (галлы) | Бренн          | религиозная, милитаристская       | галльский мечник (заменяет мечника)        |
| Корейцы        | Ван Гон        | коммерческая, научная             | хвачха (заменяет пушку)                    |
| Монголы        | Чингисхан      | милитаристская, экспансионистская | кешик (заменяет рыцаря)                    |
| Османы (турки) | Осман I        | трудолюбивая, научная             | сипах (заменяет кавалерию)                 |
| Испанцы        | Изабелла I     | религиозная, коммерческая         | конкистадор (заменяет путешественника)     |
| Викинги        | Рагнар Лодброк | милитаристская, экспансионистская | берсерк (заменяет стрелка с длинным луком) |

Было добавлено два вида юнитов: партизаны-герилья — войска нового времени, не требующие стратегических ресурсов для строительства, что позволяет нанимать их на свежезахваченных территориях без налаженного снабжения; и средневековая пехота — усиленный вариант мечников, который в дальнейшем можно улучшить до современной пехоты. Рабочие получили возможность строить три новых вида улучшений: каланчу (аванпост), дающую обзор прилегающих территорий и доступную с древнейшей эпохи; радар, увеличивающий боеспособность войск в современной эпохе; и аэродром, позволяющий самолётам приземляться за пределами города. Дальность обзора каланчи увеличивается, если построить её на холмах или в горах. После постройки каланчи или радарной вышки рабочий исчезает.
Для городов были добавлены новые виды зданий: биржа, увеличивающая коммерцию; торговый порт, увеличивающий доход морских квадратов в окрестностях города; и гражданская оборона, уменьшающая урон от бомбардировок и увеличивающая защиту юнитов в гарнизоне. Кроме того, было добавлено новое чудо света — Интернет, дающий эффект лабораторий во всех городах континента. Часть этих построек, в частности, биржи и аэродромы, ранее присутствовали в Civilization II, но были вырезаны из сиквела.
Дополнение добавило в игру редактор, позволяющий создавать новые цивилизации, юниты, сценарии и карты. В редактор были включены не использованные в игре спрайты солдат эпохи Второй мировой войны и динозавров для будущих модов. Дополнение поставлялось с набором уже готовых сценариев.

## Разработка
После выпуска Civilization III студия Firaxis заявила о планах добавить поддержку многопользовательского режима. Изначально игроки предположили, что речь идёт о патче, и Firaxis не стали опровергать это предположение. Однако в конечном итоге многопользовательский режим был вынесен в платное дополнение, названное Play the World.
Конкистадор, уникальный юнит испанцев, стал первым отрядом, состоящим из нескольких моделей (всадника на лошади и сопровождающих собак). Его создание было сопровождено техническими проблемами; после их разрешения студия решила перерисовать некоторые из существующих юнитов, в частности, добавив полноценные расчёты к осадным орудиям и катапультам.
Дополнение было представлено на Electronic Entertainment Expo 2002. За несколько месяцев до выпуска игры в открытый доступ был выложен игровой редактор; некоторые из созданных пользователями сценариев были включены на диск с игрой.

## Критика
| Сводный рейтинг       | Сводный рейтинг |
| Агрегатор             | Оценка          |
| --------------------- | --------------- |
| GameRankings          | 62,50 %         |
| Metacritic            | 61 %            |
| Иноязычные издания    |                 |
| Издание               | Оценка          |
| CGW                   | 1/5             |
| IGN                   | 8,3/10          |
| Русскоязычные издания |                 |
| Издание               | Оценка          |
| Absolute Games        | 70 %            |
| Game.EXE              | 4,6/5           |
| «Страна игр»          | 7,5/10          |

Дополнение получило сдержанные отзывы, рейтинг Metacritic на основе 11 рецензий составил 61 %.
Основная критика досталась многопользовательской составляющей. Computer Gaming World, присудив игре оценку 1/5, назвал дополнение «худшей реализацией многопользовательской игры за последнее время». Том Чик из GameSpot назвал многопользовательский режим Play the World «практически неиграбельным», раскритиковав сильные лаги и многочисленные вылеты в онлайн-режиме и непродуманный интерфейс в режимах hotseat и игры по почте, отметив, что единственный вариант играть по сети с комфортом — настроить локальную сеть.
Остальные нововведения получили более благосклонные отзывы. Стив Баттс из IGN оценил дополнение в 8,4 балла из 10, заявив, что «практически все серьёзные проблемы оригинальной игры были исправлены», и порекомендовав Play the World к покупке всем фанатам серии. Виктор Переступкинв рецензии для «Страны игр» назвал Play the World «лучшим адд-оном 2002», присвоив ему оценку 7,5 балла из 10. Олег Хажинский из Game.EXE оценил дополнение в 4,6 балла из 5, отметив, что даже тем игрокам, которым не интересен мультиплеер, имеет смысл приобрести аддон ради «небольших, но приятных изменений».